# Stortjärnen (Svegs socken, Härjedalen, 689215-142919)
Stortjärnen är en sjö i Härjedalens kommun i Härjedalen och ingår i Ljusnans huvudavrinningsområde. Sjön har en area på 0,0647 kvadratkilometer och ligger 390,1 meter över havet.

## Delavrinningsområde
Stortjärnen ingår i det delavrinningsområde (689223-142858) som SMHI kallar för Mynnar i Norrälven. Medelhöjden är 465 meter över havet och ytan är 3,5 kvadratkilometer. Det finns ett avrinningsområde uppströms, och räknas det in blir den ackumulerade arean 6,92 kvadratkilometer. Vattendraget som avvattnar avrinningsområdet har biflödesordning 3, vilket innebär att vattnet flödar genom totalt 3 vattendrag innan det når havet efter 242 kilometer. Avrinningsområdet består mestadels av skog (70 procent) och sankmarker (22 procent). Avrinningsområdet har 0,06 kvadratkilometer vattenytor vilket ger det en sjöprocent på 1,8 procent.